# Pixie (X-Men)
Pour les articles homonymes, voir Pixie (homonymie).
Pixie (de son vrai nom Megan Gwynn) est une super-héroïne appartenant à l’univers de Marvel Comics. Elle a été créée par Nunzio DeFilippis, Christina Weir (en) et Michael Ryan, et est apparue pour la première fois dans New X-Men: Academy X #5 en novembre 2004.

## Biographie fictive
Megan Gwynn est une adolescente galloise originaire d’une ville minière appelée Abergylid. Son père est mort dans une mine de charbon, à la suite de quoi elle est devenue claustrophobe. Lors des débuts du personnage, elle avait des cheveux courts roses, des iris uniformément noirs et des ailes de papillon couleur arc-en-ciel. Les dessinateurs successifs ont dessiné ses ailes de différentes façons et oublié de colorier ses iris ; ce dernier point a été rétabli par Skottie Young.

### Les Parangons
Après s’être inscrite à l’Institut Xavier, Pixie rejoint l’équipe d’entraînement des Parangons sous la tutelle de Rahne Sinclair, autrefois membre des Nouveaux Mutants.
À cette époque, Megan a le béguin pour Cyclope. Elle est appréciée pour son caractère enjoué et pour son tempérament accommodant vis-à-vis des autres étudiants, au point d’être élue « étudiante la plus amicale ».

### Après le M-Day
À la suite des événements de House of M, presque tous les élèves de l’Institut perdent leur pouvoir, ce qui conduisit à la dissolution des équipes d’entraînement. Pixie est l’une des quelque trente-sept mutants de l’école, dont ses coéquipiers Trance, Wolf Cub et Match, à conserver le sien.
Elle participe à la Battle Royale (examen grandeur nature) d’Emma Frost pour déterminer lesquels deviendraient des X-Men. Plus tard, quarante-deux des anciens condisciples de Pixie périssent lors de l’attaque de leur bus par William Stryker, un fanatique anti-mutant. Le Parangon DJ figure parmi les morts.

### À la recherche de Magik
Une nuit, Blindfold raconte à Pixie, Anole, Loa, Wolf Cub, Rockslide et Match une terrifiante histoire de fantômes. Cependant, cette histoire s’avère non pas fictive mais prophétique, prévenant Pixie qu’elle serait « attristé par [sa] perte ». Ses camarades et elle sont aspirés dans la dimension des Limbes, où ils sont aussitôt assaillis par une meute de démons. 
Pixie reste aux côtés de Blindfold pendant le combat, et il la met en garde de ne pas « sombrer dans les ténèbres ». En effet, elle a utilisé ses pouvoirs pour la première fois à grande échelle durant la bataille, mettant hors d’état plusieurs démons à l’aide de sa poudre hallucinogène. Quand Magik sauve le petit groupe, elle demande à N'astirh de lui amener Pixie. Malgré les suppliques de ses amis, cette dernière se soumet à la requête de Magik qui veut son âme pour forger une Soulsword (en) (lame mystique). À cause de l’intervention d’Anole, le sort reste inachevé et génère à la place une Souldagger. Illyana expliqua alors que cette dague est un fragment de l’âme de Pixie, et que la magie noire a rempli la partie ainsi laissée vacante, corrompant définitivement Pixie – en même temps qu’elle transformait une partie de sa chevelure rose en noir.
Pixie apprend de Magik un sort de téléportation, qu’elle jette pour se téléporter avec ses amis là où Belasco torture le reste de l’équipe et pour pouvoir l’arrêter. Se rendant compte qu’elle devra utiliser la Souldagger pour poignarder Belasco afin de sauver ses amis, Pixie demande à Magik pourquoi elle l’avait choisie : c’est parce qu’elle était la plus innocente de tous ses amis et que, dans les Limbes, l’innocence équivaut au pouvoir. Pixie suit les instructions et tue Belasco, perdant davantage de son innocence.
Après la défaite de Belasco, Illyana veut se servir de nouveau de l’âme de Pixie pour créer d’autres gemmes bloodstones, mais change d’avis lorsqu’elle voit son frère Piotr et renvoie les jeunes mutants à l’Institut Xavier. Pixie devient officiellement un membre des New X-Men devant l’insistance de Rockslide.
Toutefois, la perte d’une partie de son âme s’est traduit par un changement d’apparence significatif. Ses ailes ont perdu leurs couleurs chatoyantes pour devenir grises. Ses cheveux sont désormais roses avec des rayures noires.
Elle est l’une des protagonistes de la bataille d’Utopia, affrontant Daken et lançant à Norman Osborn la phrase « M. Osborn. Nous sommes tous des X-Men ».

## Pouvoirs
Megan Gwynn possède des ailes membraneuses qui lui permettent de voler. À l’origine, elles étaient larges et multicolores, semblables à celles d’un papillon, mais des représentations récentes les montrent iridescentes et translucides, plutôt comme celles d’une libellule.
Sa mutation la rend capable de produire une poudre (pixie dust) qui cause des hallucinations. Il lui est arrivé de l’employer de manière apparemment inoffensive pour accroître les perceptions du public pendant un spectacle lumineux de Dazzler. Elle affirme ne pas savoir ce que voient les individus affectés par sa poudre.
Depuis que Magik a pris une partie de l’âme de Megan pour créer une Soulsword (en), son aspect reflète la portion perdue au détriment de la magie noire. Elle a également la capacité de détecter les créatures surnaturelles maléfiques, comme les N'Garai qui étaient dissimulés par un sort de camouflage. Comme le sort destiné à prendre la totalité de son âme a été interrompu, une nouvelle Soulsword n’a pu être forgée ; par contre Pixie peut invoquer une dague mystique (Souldagger), un artefact qui enraye la magie et blesse les créatures magiques. En raison de son lien avec Magik, la personnalité de Megan devient plus sombre et plus perturbée à mesure qu’elle utilise cette arme. Sa dague est récemment passée de l’argent à un métal magique rouge, après qu’elle a absorbé la pierre bloodstone de sa détentrice.
Pixie a également suivi un entraînement de combat au corps à corps à l’Institut.

## Apparitions dans d’autres médias
En 2008 Pixie apparaît dans les épisodes X-Calibre et Greetings from Genosha de la série animée Wolverine et les X-Men, où elle est doublée par Kate Higgins. En 2011, elle est présente dans le jeu vidéo X-Men: Destiny.